# 天蓝丛蛙
天蓝丛蛙（學名：Dendrobates azureus），又名鈷藍箭毒蛙，属箭毒蛙科（也称树棘蛙科），首先在南美洲苏里南的西帕利维尼区被发现。这种蛙目前生活在南苏里南的河流的两岸。苏里南政府全面禁止捕捉和偷运蓝蛙，所以目前它的数目相当的可观。在巴西和圭亚那也有一定数量的分布，是第二毒的箭毒蛙（僅次於黃金箭毒蛙，第三名則是三色箭毒蛙）以及世界上第二毒的蛙，世界最毒動物之一。

## 外表描述
天蓝丛蛙一般有着蓝色的皮肤并有着黑色的斑块。在黑暗处皮肤呈深蓝宝石色，而在明处直接发磷光，让人震惊于它的不同寻常的颜色。它的体长3到4厘米之间，寿命可达到5年。然而这种蛙是绝对不能碰的，因为它的皮腺能产生强毒，对大多数的人和动物都有致命的威胁。

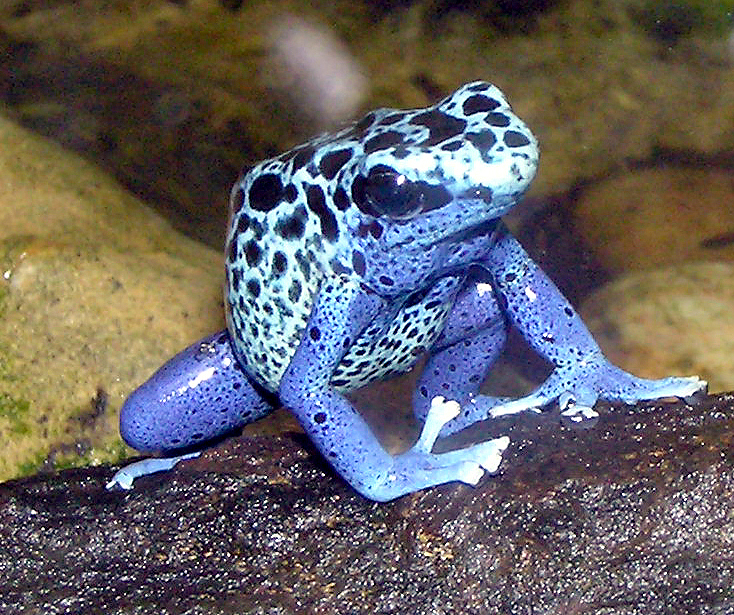
南美洲苏里南的天蓝丛蛙

## 生态和行为
天蓝丛蛙的皮肤毒素经常被当地人涂在箭头上，但其中的麻痹神经毒素並非由天蓝丛蛙所产生，而是来自其它昆虫。由于蛙养殖场（通常为宠物市场）缺乏防御它的抗毒素，所以几乎没有人工养殖。和多数青蛙不同的是，天蓝丛蛙在陆地上產卵，通常是产在岩石之下或是有苔蘚的地方。